# Friedrich Hustedt
Friedrich Hustedt (* 15. Dezember 1886 in Bremen; † 1. April 1968 ebenda) war ein deutscher Lehrer und Diatomeen-Forscher. Er war der führende Experte für die Taxonomie von Diatomeen des 20. Jahrhunderts und insgesamt einer der bedeutendsten nach Christian Gottfried Ehrenberg (1795–1876) und Friedrich Traugott Kützing (1807–1893). Sein offizielles botanisches Autorenkürzel lautet „Hust.“

## Leben und Werk
Hustedt ging in Bremen zur Schule und war dort 32 Jahre lang Volksschullehrer, ab 1924 als Schulleiter in der Schule in der Hauffstraße in Bremen. Zunächst betrieb er Diatomeen-Forschung als Hobby (von seinem Lehrer Ernst Lemmermann eingeführt) und erwarb internationale Reputation. Er verließ 1939 den Schuldienst, um sich im Auftrag des Landesamts für Bodenforschung ganz der Forschung zu widmen.
Er beschrieb 1942 neue Taxa der Diatomeen (Kieselalgen), davon 1448 Arten, 350 Varianten, 139 Formen, 5 Gattungen – das waren rund 12 Prozent der 1968 bekannten Diatomeenarten (Katalog von VanLandingham) – und baute die größte private Diatomeensammlung auf, die er 1963 mitsamt seiner umfangreichen Spezialbibliothek an das Land Bremen verkaufte mit der Auflage, dass sie nach seinem Tod der Forschung zur Verfügung stehen sollte, nicht getrennt wurde und dass er sie zu Lebzeiten nutzen konnte. Nach seinem Tod 1968 kamen weitere 17.000 Exemplare aus Hustedts Privatsammlung dazu. Sie kam formal 1965 an das Institut für Meeresforschung in Bremerhaven (mit Hustedt als erstem Kurator). Seit  1986 ist sie mit dem Institut für Meereskunde ins Alfred-Wegener-Institut integriert, wo es das Hustedt Zentrum für Diatomeenforschung gibt und den Friedrich Hustedt Arbeitsplatz für Diatomeenkunde. Er sammelte vor allem Süßwasserdiatomeen in Flüssen und Seen in Norddeutschland und tauschte ausländische Exemplare von Sammlern in Übersee. Die kontinuierlich weiter ausgebaute Sammlung umfasste im Jahr 2005 rund 80.000 Exemplare.
Hustedt war ein international anerkannter Experte für Kieselalgen, Einzeller, die sowohl im Süßwasser als auch im Meer vorkommen, mit einem Viertel den größten Anteil der pflanzlichen Biomasse der Erde haben, über Photosynthese den größten Anteil an der Sauerstoffproduktion und am Kohlendioxidabbau haben und sich durch mikroskopisch kleine komplexe Skelette aus Kieselsäure (Siliziumdioxid) auszeichnen. In der Geologie sind sie Leitfossilien und sie haben industrielle Anwendungen (Kieselgur als Schleifmittel und Filtermaterial und für Dynamit, als Vorbild für Strukturen in der Nanotechnologie und als Lieferant von Omega-3-Fettsäuren). Von Hustedt stammen diverse Standardwerke über Diatomeen. Seine erste Veröffentlichung war über die Diatomeen (Bacillariaceen) eines Tümpels bei Bremen, des Torfkanals und der Ochtum (Beiträge zur Algenflora von Bremen, 3 Teile, Abh. Naturwiss. Verein Bremen, 1908/09, der 4. Teil von 1911 behandelte solche aus der Wumme, Teil 5 von 1942 aus einigen Sumpfwiesen bei Bremen). Hustedt untersuchte anfangs die Kieselalgen der Weser von Bremen bis Bremerhaven, er veröffentlichte aber auch über die Diatomeen unter anderem am Strand von Beaufort (North Carolina) (1955), aus Österreich, der Schweiz, der Sinai-Halbinsel, Afrika und Südamerika, der Antarktis oder aus Indonesien und Hawaii (Wallacea-Expedition), von der deutschen limnologischen Sunda-Expedition, und auch fossile Diatomeen. Ihm zu Ehren sind die Gattungen Hustedtia und Hustedtiella benannt.
1959 erhielt er die Naumann-Medaille. Seine Sammlung wurde von deren erstem Kurator Reimer Simonsen katalogisiert und steht öffentlich international zur Verfügung (mit Online-Katalog, seit Anfang der 2000er Jahre werden die Kieselalgen in einer elektronischen Datenbank geführt).
Er war Ehrendoktor.

## Schriften (Auswahl)
- Süsswasser-Diatomeen Deutschlands: Ein Hilfsbuch bei der Bestimmung der am häufigsten vorkommenden Formen,  Handbücher für die praktische naturwissenschaftliche Arbeit  5, 3. Auflage, Stuttgart: Franckh 1914, 4. Auflage 1923
- Vom Sammeln und Präparieren der Kieselalgen sowie Angaben über Untersuchungs- und Kulturmethoden, in E. Abderhalden, Handbuch der biologischen Arbeitsmethoden, Abt. 11, Band 4, S. 1–99
- Die Kieselalgen Deutschlands, Österreichs und der Schweiz: Unter Berücksichtigung der übrigen Länder Europas sowie der angrenzenden Meeresgebiete, Dr. L. Rabenhorsts Krytogamen-Flora von Deutschland, Österreich und der Schweiz, Band 7, 1927 (Teil 1, Lieferung 1, S. 1–272), 1928–1933, 1959, 1961 bis 1966 (zuletzt Teil 3, Lieferung 4), mehrere Lieferungen, Akademische Verlagsgesellschaft Leipzig und später Akad. Verlagsges. Frankfurt, Nachdruck: New York: Johnson Reprint, Weinheim: Cramer, sowie Nachdruck Königstein: Koeltz 1977 (3 Bände)
- Bacillariophyta (Diatomeae), Die Süsswasser-Flora Mitteleuropas, Heft 10, Jena: G. Fischer 1930, Reprint Königstein: Koeltz 1976
- Die Diatomeenflora des Küstengebiets der Nordsee vom Dollart bis zur Elbmündung, Teil 1, Abh. Naturwiss. Verein Bremen, Band 31, 1939, S. 572–677
- Botanische Mikrophotographie mit der Leica, in: H. Stöckler, Die Leica in Beruf und Wissenschaft, Frankfurt: Breidenstein 1941, S. 195–215
- Die Diatomeen norddeutscher Seen mit besonderer Berücksichtigung des holsteinischen Seengebiets, 1–4, Archiv Hydrobiol., Band 41, 1945, S. 392–414, Teil 5–7, Band 43, 1950, S. 329–458.
- Die Struktur der Diatomeen und die Bedeutung des Elektronenmikroskops für ihre Analyse, Arch. Hydrobiol., Band 41, 1945, S. 315–332.
- Süßwasser-Diatomeen aus dem Albert-Nationalpark in Belgisch-Kongo, Brüssel, Institut des Parcs Nationaux du Congo Belge, Mission Damas (1935/36), 8, 1949, S. 1–199
- Süsswasser-Diatomeen des indomalayischen Archipels und der Hawaii-Inseln : nach dem Material der Wallacea-Expedition. Internationale Revue der gesamten Hydrobiologie und Hydrographie, Band 42, 1942, S. 1–252, Nachdruck Königstein: Koeltz 1979.
- Die Diatomeenflora des Fluss-Systems der Weser im Gebiet der Hansestadt Bremen. Abh. Naturwiss. Vereins zu Bremen, Band 34, 1957, S. 181–440, Nachdruck Königstein: Koeltz 1976.
- Marine littoral diatoms from Beaufort, North Carolina, Bulletin Duke Univ. Marine Station. Band 6, 1955, S. 1–67.
- Die Diatomeenflora des Flußsystems der Weser im Gebiet der Hansestadt Bremen, Abh. Naturwiss. Verein Bremen, Band 34, 1957, S. 181–440.
- Präparation und Untersuchungsmethoden fossiler Diatomeen, in: H. Freund (Hrsg.), Handbuch der Mikroskopie in der Technik, 2 (3), Umschau Verlag 1958, S. 425–450.
- Die Diatomeenflora der Unterweser von der Lesummündung bis Bremerhaven mit Berücksichtigung des Unterlaufs der Hunte und Geeste, Veröff. Inst. Meeresforschung Bremerhaven, Band 6, 1959, S. 13–176.
- Die Diatomeenflora des Salzlackengebietes im österreichischen Burgenland. In: Sitzungsberichte Österr. Akad. Wiss., Math.-Naturwiss. Abt. Band 168, 1959, S. 387–452.
- Kieselalgen (Diatomeen). Eine Einführung in die Kleinlebewelt, 1956, 5. Auflage, Stuttgart: Franckh 1973.
- The pennate diatoms, Supplement von Norman G. Jensen, Königstein: Koeltz 1985.

Er lieferte auch Beiträge zu A. Schmidts Atlas der Diatomeenkunde. Eine vollständige Bibliographie ist im Katalog seiner Sammlung von Simonsen.